# Sympathizer
「sympathizer」（シンパサイザー）は、栗林みな実の18作目のシングル。2009年1月21日にLantisから発売された。

## 概要
「sympathizer」は、テレビ朝日系アニメ『黒神 The Animation』の第1期（第1話 - 第12話、特別編、第23話）のオープニングテーマ。
『TVアニメ『黒神 The Animation』オリジナルサウンドトラック Vol.1』に「sympathizer」のTVサイズが収録されている。

## 収録曲
全曲 作詞：栗林みな実、編曲：菊田大介
1. sympathizer
作曲：菊田大介
2. 空のこたえ
作曲：栗林みな実
3. sympathizer (off vocal)
4. 空のこたえ (off vocal)